# پانمونه
پانمونه (به لاتین: Panemunė) در لیتوانی با جمعیت ۳۱۹ نفر است که در lithuania minor واقع شده‌است.